# 혼다역
혼다역(일본어: 誉田駅, ほんだえき)은 일본 지바현 지바시 미도리구에 있는 동일본 여객철도의 철도역이다.
지바 현도 20호선이 역 바로 남쪽으로 지나간다. 원래는 남쪽 출구밖에 없었지만, 2006년에 북쪽 출구가 문을 열었다.

## 역 구조
선상역사를 운영하는 지상역이다. 승강장은 단식 1면 1선과 섬식 1면 구조이다. 가마토리역이 관리하는 직영역이다. 오전 6시부터 오후 9시까지 초록 창구를 영업하고 있으며, 자동 개찰기에서는 스이카 및 제휴 교통카드의 사용이 가능하다.
2번 승강장은 열차의 분리 및 병결을 위한 승강장으로, 신호 설비가 갖추어져 있다. 하루에 2편 (아침 및 저녁 통근시간대에 1편씩), 게이요 선 직결 통근쾌속의 도가네 선 나루토 행·소토보 선 가쓰우라 행이 병결 및 분리를 한다. 도가네 선과 소토보 선이 갈라지는 곳은 오아미 역이지만, 오아미 역은 도가네 선과 소토보 선의 승강장이 아예 나뉘어 있어 열차의 병결과 분리가 어렵다. 또 혼다 역과 오아미 역 사이에 있는 도케 역은 1면 2선 구조의 중간역이기 때문에 시간이 많이 필요한 열차 병결·분리 작업이 불가능하다. 이 때문에 대피 승강장이 있는 혼다 역에서 열차들이 병결·분리 작업을 실시하고 있다.
또한 2번 승강장은 특급 와카시오나 화물 열차, 임시 열차들의 통과에 대비한 양방향 일반 열차들의 대피 기능도 맡고 있다.

### 승강장
| 1                  | ■ 소토보 선 (하행)           | 오아미 · 가즈사이치노미야 · 가쓰우라 · 아와카모가와 · 도가네 · 나루토 방면 |                                 |
| 2                  | ■ 소토보 선 (하행)·도가네 선 | 오아미 · 가즈사이치노미야 · 가쓰우라 · 아와카모가와 · 도가네 · 나루토 방면 | 대피 및 병결·분리용 승강장      |
| 2                  | ■ 소토보 선 (상행)           | 소가 · 지바 · 도쿄 방면                                                    | 대피 및 병결·분리·시종착 승강장 |
| ■ 소토보 선 (상행) | 소가 · 지바 · 도쿄 방면      |                                                                            |                                 |

## 역사
- 1896년 1월 20일 - 보소 철도의 역으로 개업했다. 당시 역이름은 "노다" (野田)였다.
- 1907년 9월 1일 - 국유화에 따라 일본국유철도 소속이 되었다.
- 1914년 12월 1일 - 지금의 "혼다"로 역이름을 바꾸었다.
- 1987년 4월 1일 - 민영화에 따라 동일본 여객철도의 소속이 되었다.
- 2001년 11월 18일 - 스이카의 사용이 가능해졌다.

## 인접역
| 동일본 여객철도 소토보 선                                | 동일본 여객철도 소토보 선          | 동일본 여객철도 소토보 선  |
| -------------------------------------------------------- | ---------------------------------- | -------------------------- |
| 가마토리 도쿄 방면                                       | ■ 소부 쾌속 ■ 통근쾌속·게이요 쾌속 | 도케 가즈사이치노미야 방면 |
| 가마토리 도쿄 방면                                       | ■ 게이요 쾌속1 및 각역정차         | 도케 가즈사이치노미야 방면 |
| 가마토리 지바 방면                                       | ■ 소토보 선 보통                   | 도케 아와카모가와 방면     |
| 1: 통근 시간대를 제외한 시간대의 게이요 쾌속을 가리킨다. |                                    |                            |